# El Mehdi Maouhoub
El Mehdi Maouhoub (in arabo المهدي موهوب‎?; Casablanca, 5 giugno 2003) è un calciatore marocchino, attaccante della Dinamo Mosca.

## Carriera

### Club
Maouhoub è cresciuto nel settore giovanile del FUS Rabat, con cui ha debuttato il 4 aprile 2021 nell'incontro di Botola 1 Pro pareggiato 1-1 contro il Maghreb Fès. Ha segnato il suo primo gol il 20 maggio seguente nel successo per 2-21 contro l'IR Tanger.
Utilizzato con poca frequenza nella prima parte della stagione 2022-2023, nel mese di gennaio è stato ceduto in prestito al Jeunesse Soualem dove ha trovato una buona continuità realizzativa segnando 7 gol in 12 partite.
Al termine della stagione è stato acquistato a titolo definitivo dal Raja Casablanca.

### Nazionale
Ha giocato nelle nazionali giovanili marocchine Under-17 ed Under-20.
Nel 2024 è stato convocato dalla nazionale olimpica marocchina per partecipare ai Giochi della XXXIII Olimpiade, nei quali ha vinto la medaglia di bronzo.

## Statistiche

### Presenze e reti nei club
Statistiche aggiornate al 24 luglio 2024.
| Stagione        | Squadra          | Campionato      | Campionato | Campionato | Coppe nazionali | Coppe nazionali | Coppe nazionali | Coppe continentali | Coppe continentali | Coppe continentali | Altre coppe | Altre coppe | Altre coppe | Totale | Totale | Totale |
| Stagione        | Squadra          | Comp            | Pres       | Reti       | Comp            | Pres            | Reti            | Comp               | Pres               | Reti               | Comp        | Pres        | Reti        | Pres   | Reti   |        |
| --------------- | ---------------- | --------------- | ---------- | ---------- | --------------- | --------------- | --------------- | ------------------ | ------------------ | ------------------ | ----------- | ----------- | ----------- | ------ | ------ | ------ |
| 2020-2021       | FUS Rabat        | B1              | 6          | 2          | CM              | 0               | 0               |                    | -                  | -                  |             | -           | -           | 6      | 2      |        |
| 2021-2022       | FUS Rabat        | B1              | 20         | 1          | CM              | 3               | 1               |                    | -                  | -                  |             | -           | -           | 23     | 2      |        |
| 2022-gen. 2023  | FUS Rabat        | B1              | 1          | 0          | CM              | 0               | 0               |                    | -                  | -                  |             | -           | -           | 1      | 0      |        |
| gen.-giu. 2023  | Jeunesse Soualem | B1              | 12         | 7          | CM              | 0               | 0               |                    | -                  | -                  |             | -           | -           | 12     | 7      |        |
| 2023-2024       | Raja Casablanca  | B1              | 19         | 8          | CM              | 5               | 1               |                    | -                  | -                  |             | -           | -           | 24     | 9      |        |
| Totale carriera | Totale carriera  | Totale carriera | 65         | 18         |                 | 8               | 2               |                    | -                  | -                  |             | -           | -           | 73     | 20     |        |

## Palmarès

### Club

#### Competizioni nazionali
- Campionato marocchino: 1

Raja Casablanca: 2023-2024
- Coppa del Marocco: 1

Raja Casablanca: 2023-2024